# Hvozdík svazčitý

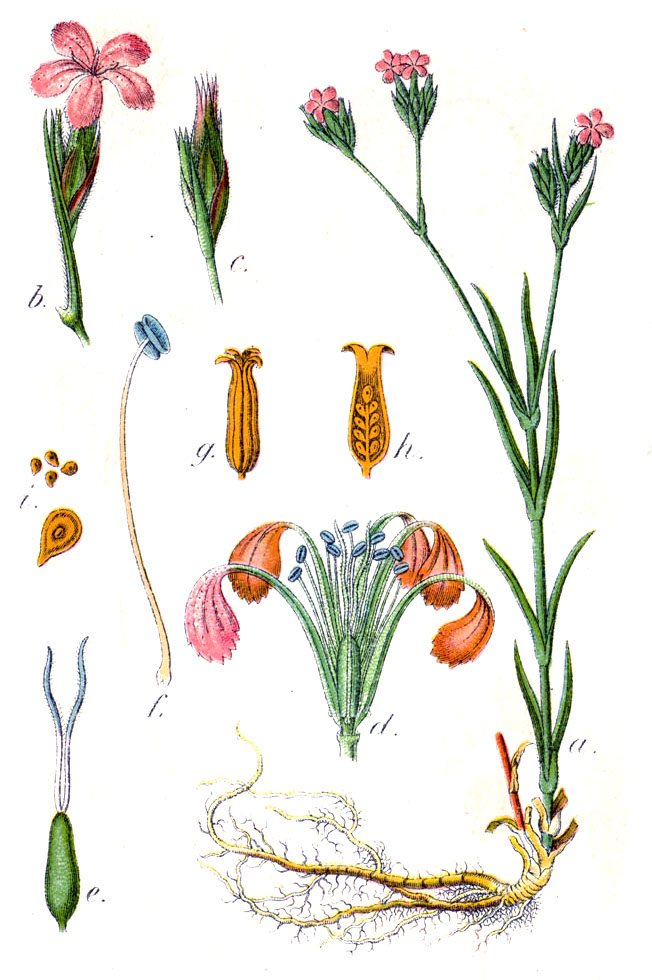
Zobrazení hvozdíku svazčitého

Hvozdík svazčitý (Dianthus armeria) je jednoletá nebo dvouletá rostlina slunných stráních, kde v době od června do srpna vykvétá nápadnými svazečky fialových květů. Je jedním z mála nevytrvalých druhů rodu hvozdík v české krajině.

## Rozšíření
Přirozeně vyrůstá, vyjma severní Skandinávie, po celé Evropě a dále v oblastech okolo Kavkazu. Bývá občas pěstován v okrasných zahradách, ze kterých se semeny šíří do krajiny. Takto se jako nepůvodní druh dostal až do Japonska, do Spojených států a Kanady, Argentiny a Chile i do Austrálie, na Nový Zéland i Havajské ostrovy.
V České republice roste v teplejších oblastech, jeho výskyt ale není častý. Je proto v "Červeném seznamu cévnatých rostlin České republiky" z roku 2012 zařazen mezi druhy sice méně ohrožené, ale vyžadující další pozornost (C4a).

## Ekologie
Teplomilná rostlina vyskytující se hlavně na výslunných hlinito-písčitých nebo kamenitých půdách, obvykle jen do nadmořské výšky 600 až 800 m. Roste na pastvinách, vinicích, křovinatých stráních, po okrajích světlých lesů, podél komunikací i na železničních či silničních náspech.

## Popis
Hvozdík svazčitý je jednoletá nebo dvouletá, šedozelená bylina s 30 až 50 cm vysokou lodyhou, rostoucí z nehlubokého, vřetenovitého kořene. Kolénkatá lodyha je přímá, v průřezu oblá, v horní třetině rozvětvená, ve spodní části řídce a v horní hustě porostlá krátkými chlupy. Listy přízemní jsou kopinaté s tupým koncem, lodyžní vyrůstají vstřícně v kolénkách, mají 3 mm pochvu, jsou 2 až 10 cm dlouhé, úzce kopinaté až čárkovité s ostrým vrcholem; všechny jsou krátce chlupaté. Listeny jsou bylinné a úzce kopinaté, stejně jako dva nebo čtyři drobnější listence.
Na konci lodyh a větví roste tři až deset přisedlých, asi 1,5 cm velkých nafialovělých květů seskupených do svazečků. K vrcholu zúžený, trubkovitý kalich s pěti ostrými, šedě zelenými zuby je 12 až 20 mm dlouhý. Korunní lístky s nehtem jsou 4 až 8 mm dlouhé, obvejčité, na okraji nepravidelně zubaté, mají růžovou, červenou nebo nachovou barvu a na svrchní straně světlé tečky. V květu je deset tyčinek s purpurovými prašníky a dvě čnělky s bliznami. Opylovány jsou hmyzem s delším sosákem, který se dostane k nektaru vespod dlouhé a téměř uzavřené kališní trubky.

## Rozmnožování
Po opylení květ vytváří plod, což je v suchém kalichu ukrytá tobolka obsahující mnoho semen, ta jsou podlouhlá, asi 1 mm velká, bočně zploštělá a drsná. Do okolí jsou rozfoukávána větrem nebo odplavována vodou při silném dešti.
Hvozdík svazčitý se rozmnožuje jen generativně, semeny. Některá klíčí v tomtéž roce kdy dozrají, jiná až na jaře následujícího roku. Rostlina obsahuje hodně saponinů a není býložravci spásána.

## Galerie

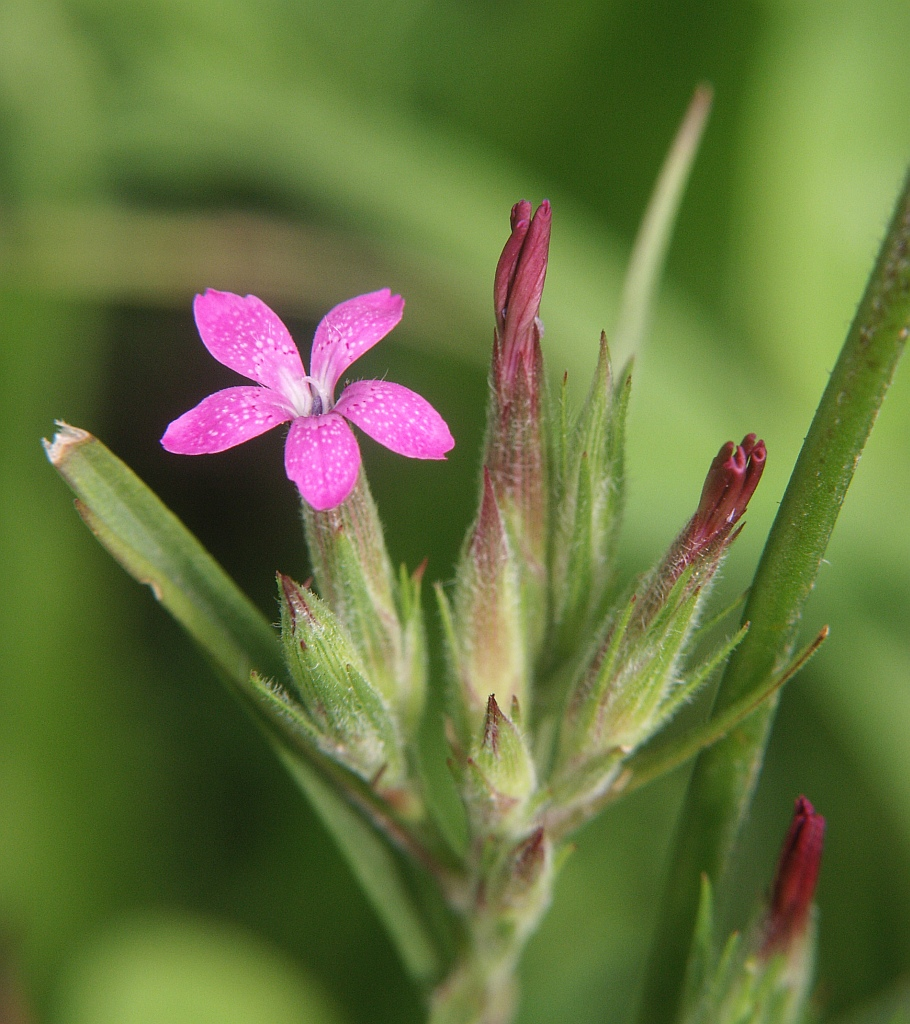
Květenství
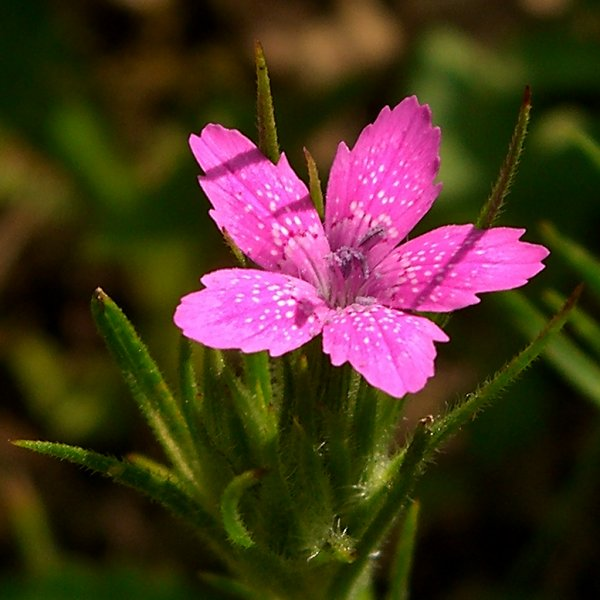
Květ
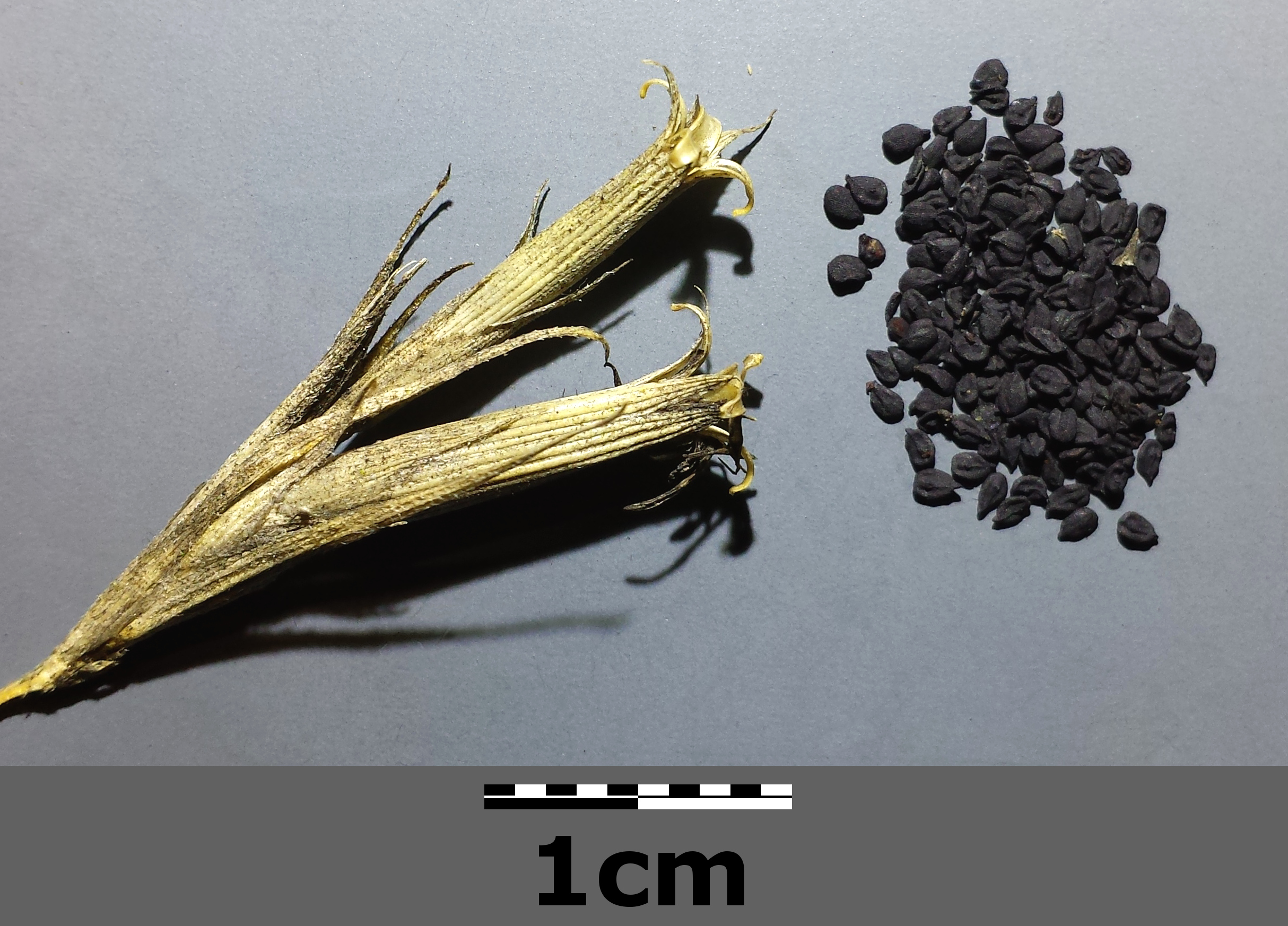
Tobolky a semena